# Agazi Asaturovich Achverdov
Agazi Asaturovich Achverdov (Akhverdov) ( 1907 - 1999 ) fue un botánico armenio. Exploró extensamente Armenia (entonces República Socialista Soviética de Armenia) para el "Instituto de Botánica" de la Academia Armenia de Ciencias.

## Algunas publicaciones
- agasi asaturovich Akhverdov, nina vasilevna Mirzoeva. 1982. Biologii︠a︡ irisov flory Armenii. Ed. Izd-vo AN Armi︠a︡nskoĭ SSR. 83 pp.
- --------------, --------------. 1949. The experience of wild herbaceous plants collecting, keeping and planting in the Yerevan Botanic Garden of Academy of Sciences of ArmSSR. Nauk Armianskoy SSR 8:37-45 (en ruso)

- La abreviatura «Achv.» se emplea para indicar a Agazi Asaturovich Achverdov como autoridad en la descripción y clasificación científica de los vegetales.[4]